# Julien Maio
Julien Maio (* 6. Mai 1994 in Straßburg) ist ein französischer Badmintonspieler.

## Karriere
Maio begann im Alter von sieben Jahren durch seine Familie bei einem Straßburger Verein Badminton zu spielen. 2013 wurde er in zwei Disziplinen bei den Französischen Juniorenmeisterschaften nationaler Meister. Außerdem wurde er mit dem französischen Nachwuchsteam Zweiter bei den Junioreneuropameisterschaften und erspielte mit Antoine Lodiot die Bronzemedaille im Herrendoppel. Zwei Jahre später triumphierte Maio an der Seite von Jordan Corvée mit seinem Sieg bei den Bulgaria Open erstmals bei einem Wettkampf der Badminton World Federation. 2016 erreichte er im Herrendoppel das Endspiel der Französischen Meisterschaft, kam mit Lorraine Baumann unter die besten drei und wurde auch mit Bastian Kersaudy bei den St. Petersburg White Nights Zweiter. Mit der französischen Nationalmannschaft zog Maio ins Finale der Europameisterschaften ein, in dem sie gegen die dänischen Rekordmeister unterlagen, während er bei den European University Games im Gemischten Doppel mit Rosy Pancasari gewann. Im folgenden Jahr siegte Maio im Herrendoppel bei den Estonian International und wurde nationaler Meister. 2018 verteidigte er mit Kersaudy seinen Titel bei der Französischen Meisterschaft und erspielte mit Anne Tran die Bronzemedaille. Außerdem wurde er mit dem französischen Team bei den Mannschaftseuropameisterschaften Dritter. Im nächsten Jahr siegte Maio zum dritten Mal in Folge bei den nationalen Meisterschaften, erreichte das Endspiel der Swedish Open und triumphierte mit seinem neuen Doppelpartner Eloi Adam bei den Greece Open und den Bulgaria Open. 2020 war er Teil der französischen Mannschaft, die bei den Europameisterschaften die Bronzemedaille erspielte. Bei den französischen Meisterschaften verlor er seinen Titel im Herrendoppel an Thom Gicquel und Ronan Labar. Im folgenden Jahr zog Maio mit dem Nationalteam ins Endspiel der Europameisterschaften ein, wo sie ein weiteres Mal gegen Dänemark unterlagen.

## Sportliche Erfolge
| Jahr | Veranstaltung                           | Platz | Disziplin    | Spielpartner     |
| ---- | --------------------------------------- | ----- | ------------ | ---------------- |
| 2013 | Französische Juniorenmeisterschaft 2013 | 1.    | Herrendoppel | Antoine Lodiot   |
| 2013 | Französische Juniorenmeisterschaft 2013 | 1.    | Herreneinzel |                  |
| 2013 | Junioreneuropameisterschaft 2013        | 3.    | Herrendoppel | Antoine Lodiot   |
| 2013 | Junioreneuropameisterschaft 2013        | 2.    | Mannschaft   | Frankreich       |
| 2015 | Bulgaria Open 2015                      | 1.    | Herrendoppel | Jordan Corvée    |
| 2016 | St. Petersburg White Nights 2016        | 2.    | Herrendoppel | Bastian Kersaudy |
| 2016 | European Universities Games 2016        | 2.    | Herrendoppel | Matéo Martinez   |
| 2016 | European Universities Games 2016        | 1.    | Mixed        | Rosy Pancasari   |
| 2016 | Europameisterschaft 2016                | 2.    | Mannschaft   | Frankreich       |
| 2016 | Französische Meisterschaft 2016         | 2.    | Herrendoppel | Jordan Corvée    |
| 2016 | Französische Meisterschaft 2016         | 3.    | Mixed        | Lorraine Baumann |
| 2017 | Französische Meisterschaft 2017         | 1.    | Herrendoppel | Bastian Kersaudy |
| 2017 | Estonian International 2017             | 1.    | Herrendoppel | Bastian Kersaudy |
| 2018 | Europameisterschaft 2018                | 3.    | Mannschaft   | Frankreich       |
| 2018 | Französische Meisterschaft 2018         | 1.    | Herrendoppel | Bastian Kersaudy |
| 2018 | Französische Meisterschaft 2018         | 3.    | Mixed        | Anne Tran        |
| 2019 | Swedish Open 2019                       | 2.    | Herrendoppel | Bastian Kersaudy |
| 2019 | Greece Open 2019                        | 1.    | Herrendoppel | Eloi Adam        |
| 2019 | Bulgaria Open 2019                      | 1.    | Herrendoppel | Eloi Adam        |
| 2019 | Französische Meisterschaft 2019         | 1.    | Herrendoppel | Bastian Kersaudy |
| 2020 | Europameisterschaft 2020                | 3.    | Mannschaft   | Frankreich       |
| 2020 | Französische Meisterschaft 2020         | 2.    | Herrendoppel | Eloi Adam        |
| 2021 | Europameisterschaft 2021                | 2.    | Mannschaft   | Frankreich       |